# 杉山神社 (横浜市港北区新吉田町)
杉山神社（すぎやまじんじゃ）は神奈川県横浜市港北区の神社。旧新田村吉田の郷社で、横浜市内唯一かつ旧武蔵国の式内社である「杉山神社」の有力論社の一つとされている。

## 祭神
- 五十猛命（イソタケル）
- 配祀神：権五郎景政、比野聖廟、素戔嗚尊[1]
※1908年（明治41年）に新田村内の3社を合祀している[2]。

## 由緒・歴史
房総半島より移ってきた一族が祀ったとする説がある。創建時期は不明であるが、『武蔵式社記』では「都筑郡吉田と云うに杉山という小地名ありて其の処に座す社実蹟なり」、文化・文政期（1804年〜1829年）に編纂された『新編武蔵風土記稿』では「除地二段五畝、村の北方にあり、石階数級を登りて社前に鳥居を立つ、本社二間に二間半、拝殿三間に二間、南向、神体不動、村内正福寺の持」とそれぞれ記されている 。なお、当神社の神宝や由緒書等は別当寺であった正福寺により保管されていたが、同寺院の火災の際に尽く焼失したと伝えられている。
1873年（明治6年）には当時の都筑郡吉田村（1889年の合併により新田村となる）において郷社に列格している。

## 式内社の論社として
当社を式内社とする説は『新編武蔵風土記稿』が編纂された文化・文政期以前より存在するが、幕末の神道家であった斎藤義彦や郷土史家の菱沼勇による『武蔵国式内社の歴史地理』（1966年出版、1972年に『武蔵の古社』として改著）などではこの説を有力としている。菱沼勇はこの地域に「杉山」という小名があることや、この地域の旧家で当神社とも関わりがある森家には千年以上の歴史を有するという口伝があること、さらに森家の背後にある丘陵にはかつて大きな勢力を誇った土豪がいた証にもなる古墳の「浅間塚」があることなどを根拠に挙げている。また、『港北区史』では森家の「森」は鎮守の森を由来にしているといわれ、同家は地元で「杉山さま」と呼ばれていることが記されている。この他にも、近くの早淵三丁目には「北川表の上遺跡」および「北川貝塚」があり、『新編武蔵風土記稿』における「都筑郡吉田村に大きな貝塚があった」との記載や地元において「貝塚畑」という呼称が残っているなど、この地域周辺における遺跡の存在は古くから知られていた。
当社も他の多くの論社と同じく、鶴見川水系（早渕川）沿いの高台に鎮座している。

## 境内社
- 稲荷様
- 天神様

## 祭事・年中行事
- 例大祭：10月9日（秋季大祭）

## その他
当社には神職が常駐しておらず、保土ケ谷区瀬戸ケ谷町にある八幡社の兼務社となっている。

## 所在地・交通
神奈川県横浜市港北区新吉田町4509
- 横浜市営地下鉄グリーンライン「東山田駅」より徒歩15〜20分

## ギャラリー

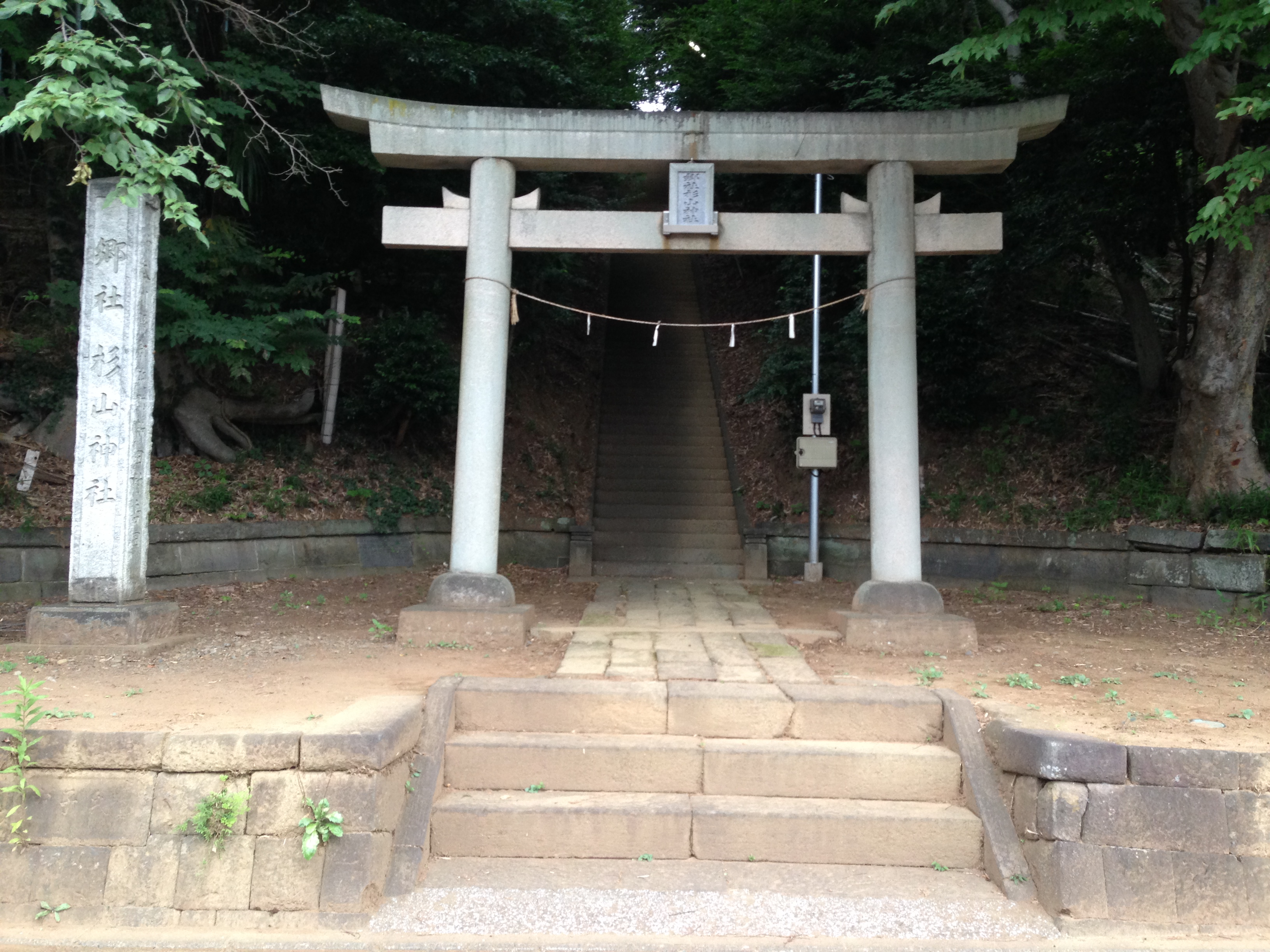
正面（南側）の鳥居
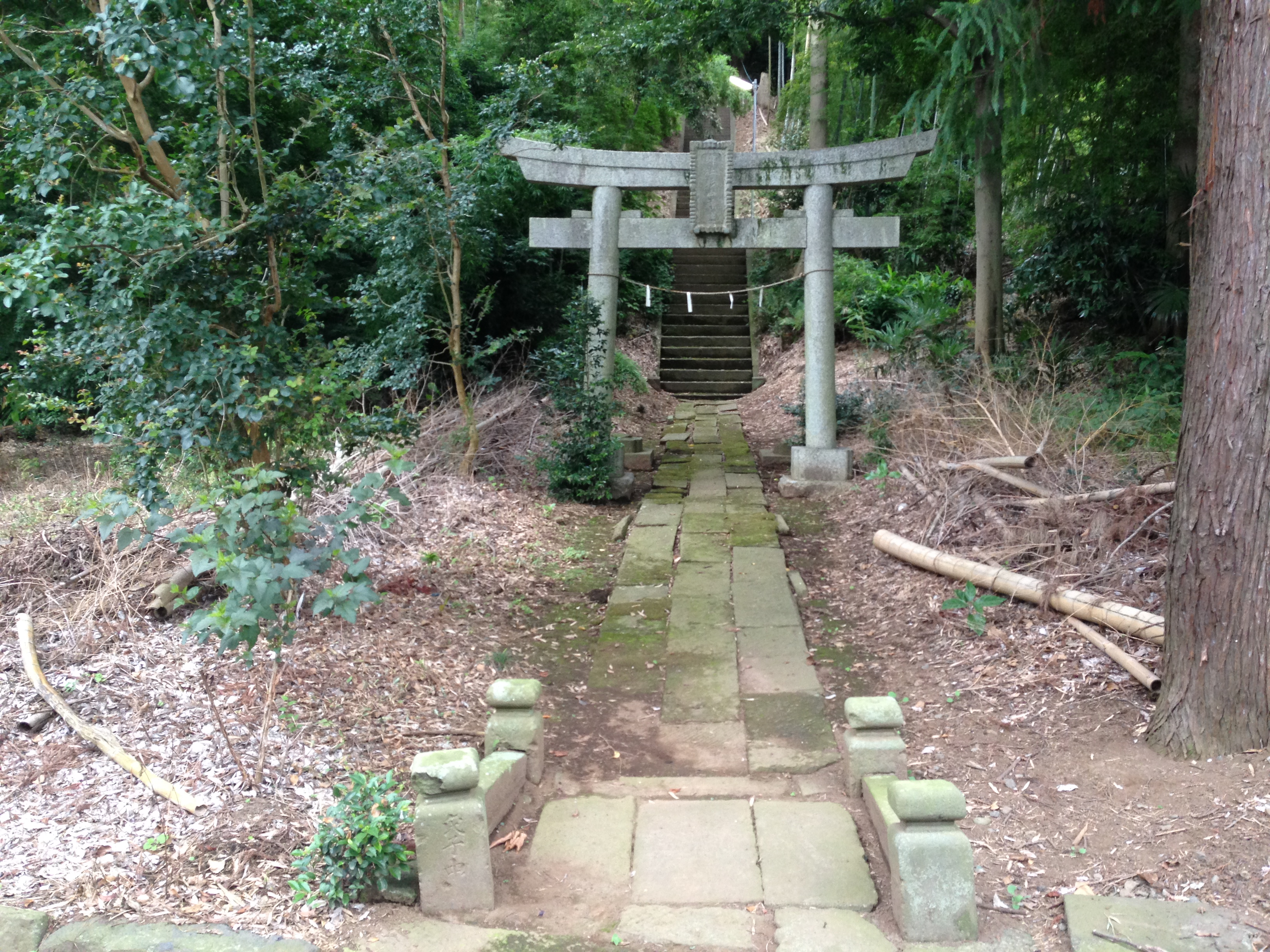
北西側の鳥居
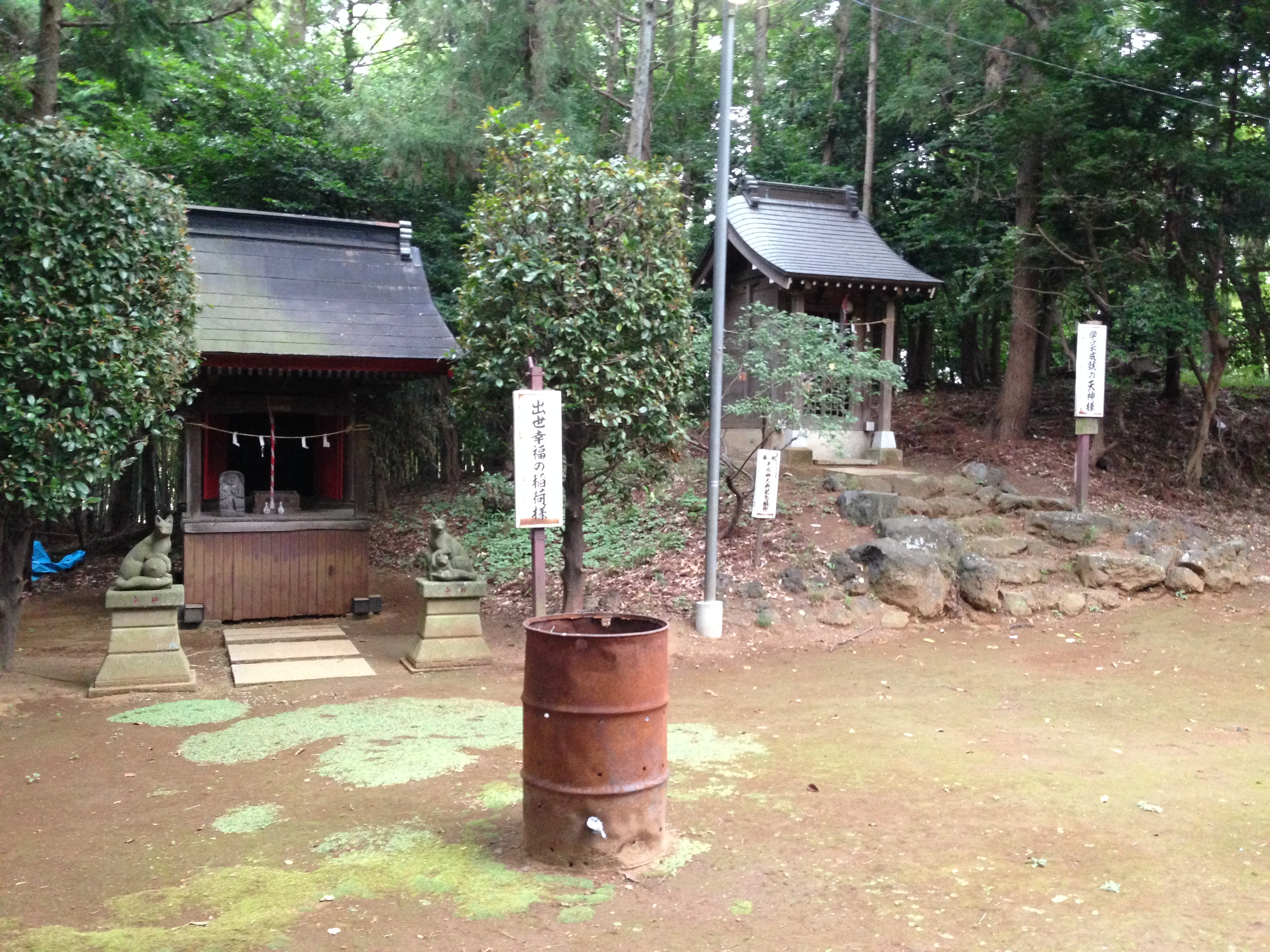
境内の稲荷様と天神様